# 麦屋節

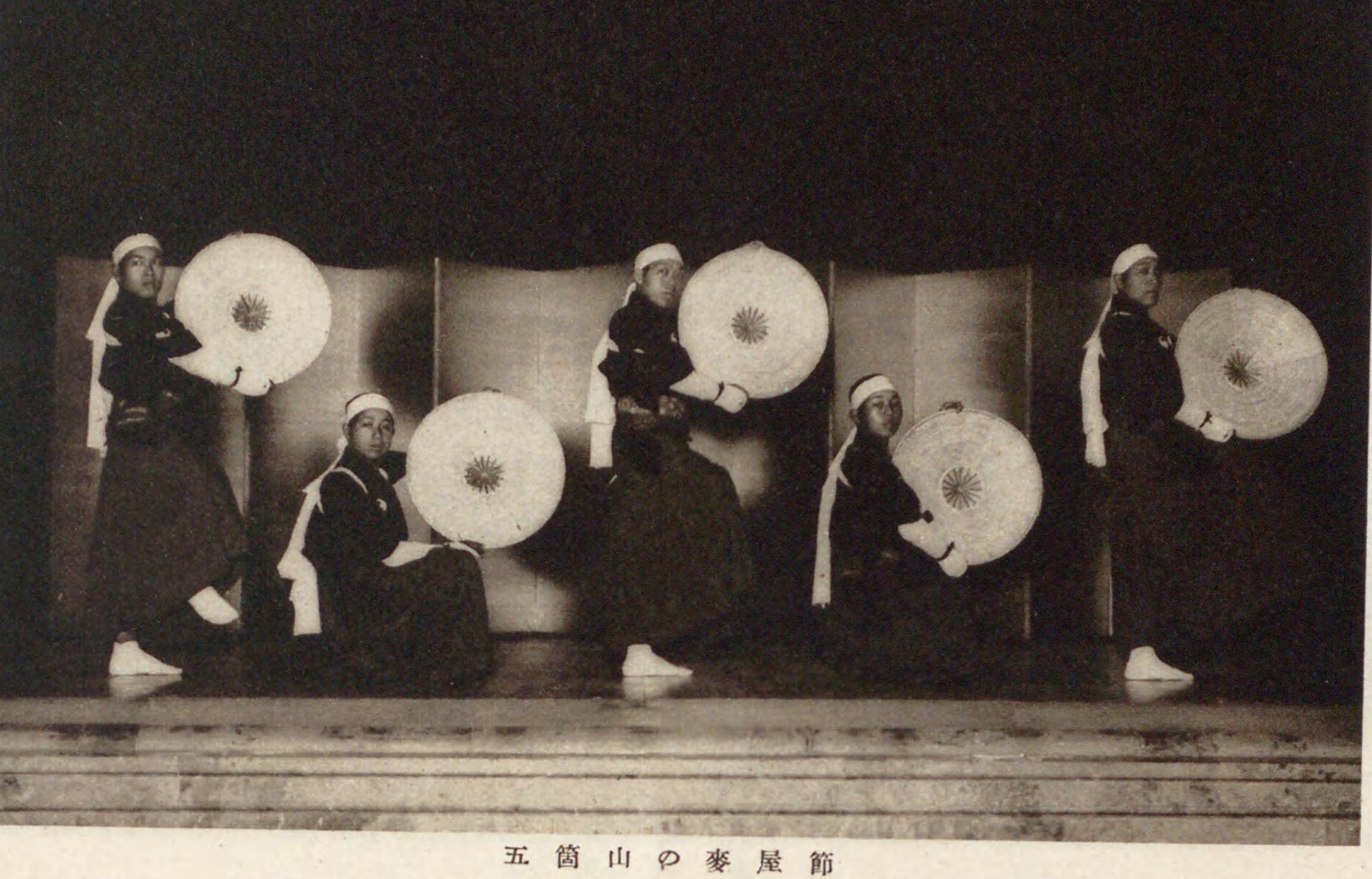
麦屋節を踊る人々

麦屋節（むぎやぶし）は、富山県南砺市五箇山地方（旧 東礪波郡平村、上平村、利賀村）に伝わる民謡。石川県能登地方に「能登麦屋節（石川県指定無形文化財）」があるため、越中麦屋節（えっちゅうむぎやぶし）とも云われる。こきりこ節とともに五箇山地方を代表する五箇山民謡で、富山県の三大民謡（越中おわら節、こきりこ節）のひとつ。1952年（昭和27年）、麦屋踊が 文化財保護委員会（現 文化庁）によって、国の助成の措置を講ずべき無形文化財に選定され、1973年（昭和48年）11月5日には「五箇山の歌と踊」の中の一曲として、国の選択無形民俗文化財に選択された。なお現在も保存伝承団体が複数あり、「越中五箇山民謡民舞保存団体連合会」も結成され、各保存団体が協力し保存・育成に努めている。

## 概要
唄の歌詞には「波の屋島を遠くのがれ来て」、「烏帽子狩衣脱ぎうちすてて」、「心淋しや落ち行く道は」など落ち行く平家一門の姿を唄っているため、砺波山（倶利伽羅峠）での源平の合戦（倶利伽羅峠の戦い）に敗北した平家一門が落ちのびて庄川上流の五箇山に隠れ住み、絶望的な生活から刀や弓矢を持つ手を鍬や鋤（すき）に持ち替え、麦や菜種を育て安住の地とし、在りし日の栄華を偲んで農耕の際に唄ったのが麦屋節の発祥と伝えられ、平紋弥（もんや）が伝え教えた「もんや節」と呼ばれたものが、唄の出だしが「麦や菜種は」と唄われるため、麦屋節に変化したといわれているが、能登の「能登麦屋節」や祝儀唄である「まだら」が元唄で、商人や五箇山民謡の一つである「お小夜節」の主人公お小夜が伝えた説など諸説ある。なお毎年9月下旬に「五箇山麦屋まつり」が行われている。
麦屋節には、長麦屋節、麦屋節、早麦屋節の3種類があり、麦屋節が一般に良く知られているが元々は長麦屋節が元唄とされる。曲のテンポは長麦屋節は大変遅く、麦屋節、早麦屋節の順に早くなる。また小谷（おたに）地区には、早麦屋節の元唄とされる小谷麦屋節が伝承されている。楽器は胡弓、三味線、締太鼓、尺八または横笛、四つ竹といわれる4枚に竹を切ったものが使用されるが、必ずしも尺八や横笛は使用されるわけではない。
また南砺市城端地区（旧 東礪波郡城端町）にも麦屋節が伝承されているが、こちらは1926年（大正15年）に越中五箇山麦屋節保存会より伝授されたもので、こきりこ節、といちんさ節、四つ竹節などいくつかの五箇山民謡も五箇山地区より伝承されており、毎年9月中旬に「城端むぎや祭」が行われている。城端はかつて陸の孤島と言われていた五箇山から最も近いふもとの町で、細くいくつもの峠を超える旧五箇山街道が主な道だった。城端へは五箇山の主要産業だった蚕から採る生糸、和紙、炭などを運び、米や生活物資を手に入れるなど、もっとも交流が深い町であった。
1925年（大正14年）10月に、東京の日本青年館オープン記念の全国郷土芸能大会に、日本の七大民謡の一つとして麦屋節が選ばれ、五箇山の麦屋節保存会（現 越中五箇山麦屋節保存会）が出演。その一行が帰途に就く際、城端の「吾妻座」で公演し、それを見分した城端の新町若連中が麦屋節新声会（現 越中城端麦屋節保存会新声会）を起こし、翌1926年（大正15年）10月に麦屋節保存会（越中五箇山麦屋節保存会）より伝えられたものである。

## 唄の種類と踊り

### 長麦屋節
- 麦屋節の元唄とされ、テンポが大変遅い七・七・七・五調のゆったりとした節回しが特徴で、楽器の演奏や踊りはない。五箇山地方では結婚式や祝い事などがあると現在でも唄われている。

### 麦屋節
- もっとも一般的に良く知られている唄で七・七・七・五調の唄が基本だが、文句入り麦屋節といわれる字余りの歌詞もある[7]。この麦屋節は、1909年（明治42年）に皇太子（のちの大正天皇）が来県された際に、元唄の長麦屋のテンポを速め、三味線などの楽器を取り入れ、振り付けに笠踊りを考案し生まれたものである[8]。なお民謡ショーや民謡番組などで、前奏や間奏に「じゃんとこーい、じゃーんとこーい」と囃し（合いの手）を入れることがあるが、これは富山県魚津市に伝わる「せり込み蝶六」の囃子ことばであり、五箇山や城端で演奏される正調麦屋節では囃しは入らない。踊りは、男性は黒紋付に袴に白襷（たすき）を掛け白足袋を履き、腰に一尺五寸（約45cm）の杣刀（そまがたな）を差し手に菅笠を持ち踊る笠踊り[9]、女性は和服に襷掛けをし男性と同じ様に菅笠を持って踊る笠踊り（ただし振り付けは違う）、男女を問わず手に何も持たずに踊る、大正時代に舞台用として振り付けられた手踊りなどがある。こちらも結婚式や祝い事などがあると唄われている。
- 城端では毎年、麦屋節の新歌詞を募集しており、城端むぎや祭にて入選作を発表している。

歌詞
麦や菜種は 二年で刈るが　麻は刈らりょか 半土用に
浪の屋島を遠くのがれ来て 薪こるてふ 深山辺に
烏帽子狩衣脱ぎうちすてて 今は越路の 杣刀
心寂しや落ち行く道は 川の鳴瀬と 鹿の声
- 文句入り麦屋節（字余り）

竹の切口 スコタン ナミナミ チャンブリ チョイト溜り水 澄まず濁らず 出ず減らず
昔松に葉に 一筆啓上 致候 そこもとご無事と 書いたる文を 今は松の葉に 唯一字

### 早麦屋節
- 最も軽快でテンポが速いのが特徴。踊りは女性達が甲斐甲斐しく働く様子を、農作業着（着物）に手ぬぐいを姉さん被りをした女性が踊る。その昔五箇山を通り日本海にそそぐ庄川の流木人足相手に、麦屋節をテンポを上げて演奏し、それがおもしろおかしく変化していったものである[10]。

歌詞
小谷 高草嶺 平の前で およき呼び出す鳥が鳴く
（囃し） 小谷峠の七曲り 昼寝しょんなら良いとこじゃ 猪豆喰うてホホホイノ ホ〜イ

### 小谷（おたに・おたん）麦屋節
明治初期に五箇山小谷地区に生まれた倉のおのうという女性が唄い始めた。おのうは生まれつき目が不自由だったため、子供の頃より唄や三味線を習って瞽女（ごぜ）となり、五箇山をはじめ、越中・飛騨を流し歩き人気を呼んだ。
- 小谷麦屋節本踊り:早麦屋節の元唄となった唄で、歌詞・メロディーは同じであるがテンポは早麦屋よりかなりゆったりとしている。踊り手は女性だけである。

- 小谷麦屋節:本踊りよりテンポは速くなるが早麦屋節よりはゆったりとしている。踊り手は女性だけである。

## 麦屋節伝承団体
南砺市内の五箇山地方と城端地区（旧 城端町）で麦屋節を伝承する保存団体。

### 五箇山地方
- 越中五箇山麦屋節保存会（旧 平村）
  - 1909年（明治42年）4月23日に「麦屋団」として発足した[4]100年以上の歴史がある麦屋節の保存会である。2009年（平成21年）には100周年を迎えたことから、同年11月14日に記念式典、15日には南砺市立平小学校体育館（現 南砺市平若者センター・春光荘アリーナ）のステージにて、源平最後の戦いの地壇ノ浦で知られる、山口県下関市の「下関平家踊り保存会」と琵琶弾き語りの田原順子を招いて、「越中五箇山麦屋百年祭 平家伝説」というイベントを開催した[12][13]。
- 越中五箇山民謡保存会（旧 上平村）
- 利賀むぎや節保存会（旧 利賀村）
- 小谷麦屋節保存会（旧 平村）

1973年（昭和48年）、「五箇山の歌と踊」が国の選択無形民俗文化財に選択された際、これにこきりこの保存団体である「越中五箇山筑子唄保存会」を加えた4団体（小谷麦屋節保存会は1993年（平成5年）より参加、現在は5団体）で「越中五箇山民謡民舞保存団体連合会」が結成された。
これらの保存会は小・中学校や高校で五箇山民謡を指導し、地元の富山県立南砺平高等学校の郷土芸能部が全国高等学校総合文化祭で優秀な成績をおさめるなど、大いに成果をあげている。
- 五箇山民謡清流会

### 城端地区（旧 城端町）
- 越中城端麦屋節保存会新声会 - 1925年（大正14年）10月に、新町若連中が「麦屋節新声会」として発足[5]

## 麦屋祭り
以下の2つの祭りは、いずれも2006年（平成18年）に、「とやまの文化財百選（とやまの祭り百選部門）」に選定されている。

### 五箇山麦屋まつり
毎年9月23〜24日の2日間にわたり、1979年（昭和54年）より南砺市（旧 平村）下梨（しもなし）の地主神社境内にて行われる秋の収穫祭でもある祭りで、2008年（平成20年）には第30回を迎えた。前日の22日には前夜祭「麦Ya!」が、麦屋の里づくり協議会により開催され、運営は越中五箇山麦屋節保存会と下梨地区の各若手によって行われている。
本祭の日中は獅子舞が下梨集落を回り、地主神社境内では踊りの講習会（笠踊り・手踊り）、正調麦屋節のど自慢コンクール、笠踊りコンクールなども行われ、夕方には神社に獅子舞が奉納される。夕刻から夜に行なわれる舞台競演では、五箇山地区の各保存会や南砺平高等学校郷土芸能部などが、麦屋節やこの地方に伝わるこきりこ節などの五箇山民謡を披露するほか、毎年白川村萩町民謡保存会を招きご当地の民謡を披露する。舞台競演後には、「ほんまわり」といわれる観光客も参加しての総踊り（輪踊り）が地主神社境内で行われる。その後、引き続き毎年9月25日より2日間にわたり上梨（かみなし）地区にて「こきりこ祭り」が行われる。
2020年（令和2年）7月8日、新型コロナウイルス感染症の拡大を受け、関係諸団体はこの年の開催中止を決定した。また、祭礼関係者の確保が難しくなってきたため、2021年（令和3年）よりこれまで2日間ある開催日を、1日だけとすることとなったが、2021年（令和3年）も引き続き開催が中止されることとなった。
演舞競演での主な演目
- 麦屋節・長麦屋節・早麦屋節・小谷麦屋節・こきりこ節・神楽舞・四つ竹節・古代神・小代神・といちんさ節・お小夜節・なげ節・五箇山追分節

### 城端むぎや祭
詳細は「城端むぎや祭」の項を参照
毎年敬老の日の直前の土曜日と日曜日の2日間にわたり、南砺市城端地区市街地にて1951年（昭和26年）より盛大に行われている祭りで、各町内ごとに2箇所の競演会場と4箇所の街並み踊り会場を巡回しながら麦屋節をはじめとする五箇山民謡と踊りを披露する。じょうはな座、城端別院善徳寺の競演会場では各町内のほか、特別出演団体として五箇山地方の各保存会、南砺平高等学校郷土芸能部などを招き、麦屋節やこきりこ節などの五箇山民謡を披露する。夜には婦人会・各種団体などによる麦屋パレード、その後観光客も参加しての総踊りも行われ、2日目日中には麦屋節コンクール全国大会や、むぎや踊り講習会なども行われる。また2000年（平成12年）より2019年（令和元年）まで、「じゃんとこいむぎや」といわれる、麦屋節ほか五箇山民謡などをベースとしたアレンジ曲で踊る、YOSAKOIのような創作舞踊大会が1日目に行われており、五箇山麦屋まつりに比べイベント色の強いものとなっていた。
競演会場
- じょうはな座（有料）、城端別院善徳寺境内

街並み踊り会場
- 坡場（はば）の坂会場、常念寺会場、出丸町会場、城端駅会場

## その他
定期公演2009年（平成21年）4月下旬から11月上旬の毎週日曜日午前11時30分より、ポケットパーク「五箇山麦屋節の里」駐車場にて、約15分間の麦屋節無料公演が行われた。
なお、2010年（平成22年）以降、政府の事業仕分けによる補助金削減にて定期公演続行が困難となって、存続が危ぶまれたが、地元有志の協力等により、継続されている。
じょうはな座定期公演城端地区の南砺市城端伝統芸能会館じょうはな座では、4月〜11月の第2、第4土曜日の月2回、城端むぎや祭に参加する城端地区の各町内が「むぎや踊り」、城端曳山祭の若連中が「庵唄」を、それぞれ持ち回りで披露している。